# 奧迪勒·賈克柏
奧迪勒·賈克柏（法語：Odile Jacob，法語發音：[ɔdil ʒakɔb]；1954年5月17日—）出生於法國的奧迪勒·賈克柏出版社創辦人，致力於推行科普教育書籍的發行。

## 生平
奧迪勒·賈克柏的父親是諾貝爾生理學或醫學獎得主方斯華·賈克柏，受父親在科學領域的影響，因此也負笈哈佛大學和洛克菲勒大學，研究兒童心理相關學門。
1980年因為家庭因素，從美國返回法國，因此她決定成立一家出版社，旨在推行科學教育，她也是法國世紀俱樂部的會員，她的出版社出版了許多政治人物和科學家的著作：
- 科學家
  - 让-皮埃尔·尚热
  - 伊利亞·普里高津
  - 詹姆斯·杜威·沃森
  - 理查德·費曼
  - 史蒂芬·霍金[3]
  - 傑拉爾德·埃德爾曼
  - 安東尼奧·達馬西奧（Antonio Damasio）
  - 伊夫·科庞[4]

- 政治人物
  - 贝拉克·奥巴马
  - 乔治·赫伯特·沃克·布什
  - 比尔·克林顿
  - 乔治·沃克·布什
  - 科林·鲍威尔
  - 米哈伊尔·戈尔巴乔夫
  - 格哈特·施羅德
  - 爱德华·谢瓦尔德纳泽
  - 弗朗索瓦·密特朗
  - 雅克·希拉克
  - 雅克·德洛爾

## 受獎
- 1991年：法國科學院科學資訊獎
- 1995年：凱歌獎
- 2004年：格林扎納·卡佛文學獎
- 2005年：洛桑聯邦理工學院名譽博士
- 2010年：法國榮譽軍團勳章
- 2011年：法國國家功績勳章指揮官[5]

## 相關連結
- 奧迪勒·賈克柏出版社官方網站：http://www.odilejacob.fr/ （页面存档备份，存于）
- 奧迪勒·賈克柏出版社FACEBOOK粉絲專頁：Editions Odile Jacob
- 奧迪勒·賈克柏出版社推特帳號：https://twitter.com/OdileJacob （页面存档备份，存于）
- 奧迪勒·賈克柏Linkedin：Odile Jacob